# W Connection
Vibe CT 105 Williams Connection Football Club (często zwany W Connection) – klub piłkarski z Trynidadu i Tobago z siedzibą w mieście San Fernando, leżącym w południowo-zachodniej części wyspy Trynidad.

## Osiągnięcia
- Puchar Mistrzów Karaibów (CFU Club Championship) (2): 2006, 2009
- Mistrz Trynidadu i Tobago (6): 2000, 2001, 2005, 2012, 2014, 2018
- Puchar Trynidadu i Tobago (3): 1999, 2000, 2002
- Trinidad and Tobago FCB Cup (4): 2001, 2004, 2005, 2006

## Historia
Klub założony został w 1986 roku przez braci Davida Johna Williamsa i Patricka Johna Williamsa jako W Connection Sports Club. Klub założony został w mieście Marabella, które w latach 90. włączone zostało do miasta San Fernando.
W swych początkach W Connection SC był klubem amatorskim, a na klub zawodowy wraz ze zmianą nazwy na W Connection FC przekształcony został w momencie utworzenia zawodowej ligi Trynidadu i Tobago - PFL (Professional Football League). W swoim pierwszym zawodowym sezonie w roku 1999 klub zajął 3 miejsce, zdobywając jednocześnie Puchar Trynidadu i Tobago. Choć pierwszy sezon był bardzo udany, dwa następne były jeszcze lepsze, gdyż W Connection dwa razy z rzędu zdobył mistrzostwo kraju.